# Marty Cook

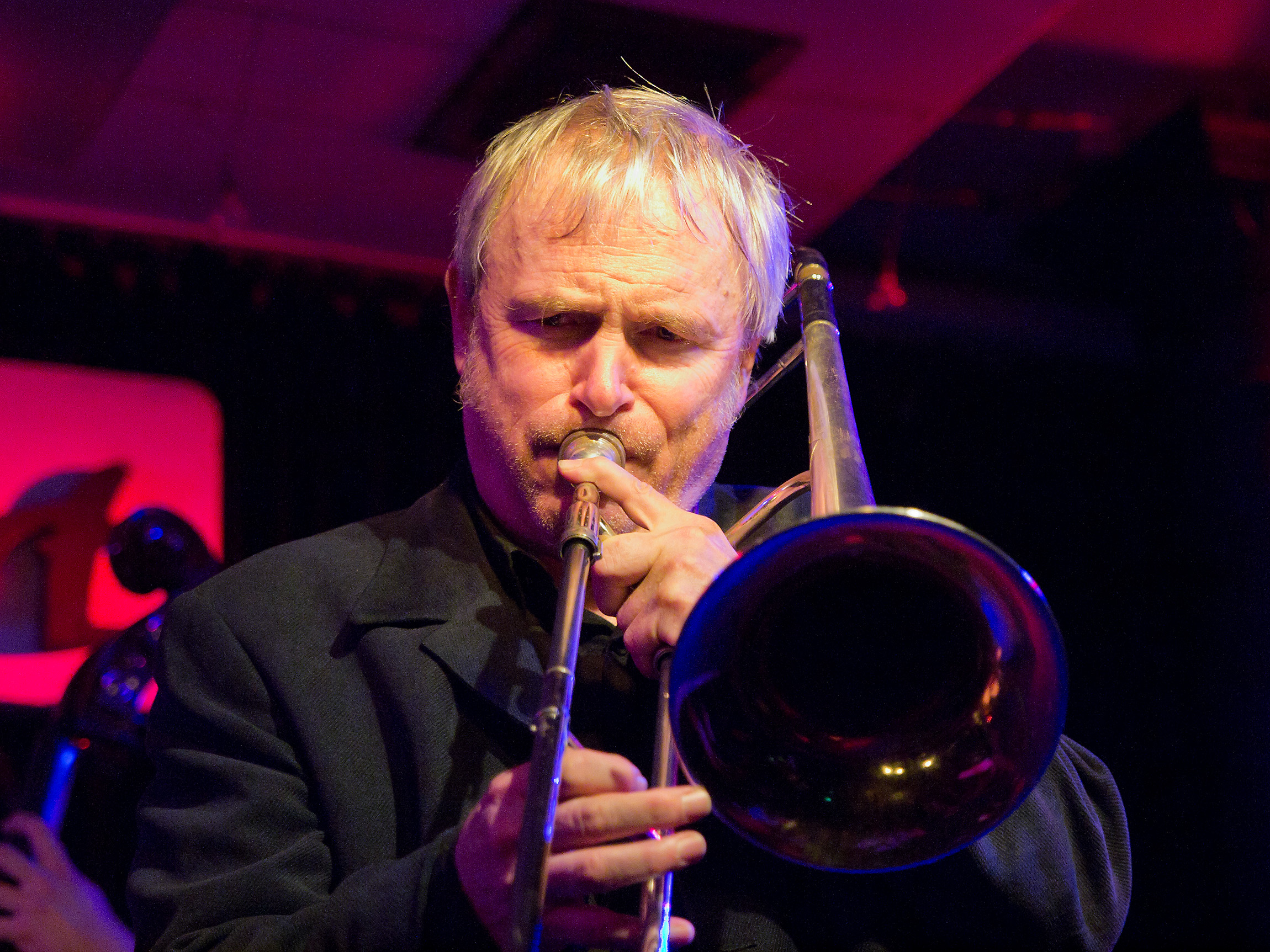
Marty Cook im Jazzclub Unterfahrt (München 2011)

Marty Cook (* 5. Mai 1947 in Long Island, New York) ist ein US-amerikanischer Jazz-Posaunist und Komponist, der seit den 1980er Jahren in Deutschland lebt.
Seine professionelle Karriere startete er mit 19 Jahren in New York, wo er mit Ausnahme von Abstechern nach Europa und an die Westküste bis Ende der 1970er Jahre lebte und arbeitete. In der New Yorker „Loft Jazz“ Szene der 1970er Jahre war Marty Cook unter anderem mit verschiedenen Gruppen (u. a. bei Sam Rivers, mit Jeanne Lee, Jay Clayton und mit Perry Robinson) aktiv. Außerdem arbeitete er mit Jazz-, Latin- und Rockgruppen im New Yorker Raum zusammen.
In den 1980ern spielte Cook unter anderem mit Paul Motian, Dewey Redman, Paul Grabowsky, Hans Dulfer, Gunter Hampel, Günther Klatt, Mal Waldron, Jürgen Wuchner und Barbara Dennerlein. Weiter trat er mit Charlie Hadens Liberation Music Orchestra, mit Embryo und dem Roten Bereich auf.
Er ist mit eigenen Gruppen in ganz Europa aufgetreten, zu denen beispielsweise Jim Pepper, Monty Waters, Allan Praskin oder Ed Schuller gehörten. Aktuell hat er ein Duo-Projekt mit dem Pianisten Larry Porter und ein Trio mit Geoff Goodman und Gunnar Geise; in der Formation Conspiracy spielt er u. a. mit Rudi Mahall. Gastspiele in Marokko, in der Türkei und im Libanon brachten ihn in engen Kontakt mit der arabischen Musik. Er hat am Bruckner Konservatorium in Linz und an der staatlichen Hochschule für Musik in Mannheim gelehrt.
Cook hat acht CDs unter eigenem Namen aufgenommen. Der Penguin Guide to Jazz (1995) schreibt über ihn: „Da Ray Anderson seine eigenen Wege geht, muss Cook die zeitgenössische Posaunenriege anführen. … er hat bemerkenswerte Qualitäten, sowohl als Solist als auch als Bandleader: klare Artikulation, unerschöpfliche Ideen, sichere Arrangements und eine imponierende strukturelle Sensibilität.“